# Bocksdorf
Bocksdorf (del húngaro: Baksafalva) es una ciudad localizada en el Distrito de Güssing, estado de Burgenland, Austria.
- Datos: Q663265
- Multimedia: Bocksdorf / Q663265

1. ↑  Worldpostalcodes.org, código postal n.º 7553.